# Pakaraimaea
Pakaraimaea é um género botânico pertencente à família Dipterocarpaceae.
1. ↑  «Pakaraimaea — World Flora Online». www.worldfloraonline.org. Consultado em 19 de agosto de 2020